# Ulopa reticulata
Ulopa reticulata – gatunek pluskwiaka z rodziny Ulopidae. Zamieszkuje zachodnią część krainy palearktycznej. Żeruje na wrzosie i wrzoścach.

## Taksonomia
Gatunek ten opisany został po raz pierwszy w 1794 roku przez Johana Christiana Fabriciusa pod nazwą Cercopis reticulata. W 1806 roku Carl Fredrik Fallén opisał ten sam gatunek pod nazwą Cicada obtecta, po czym w 1814 roku umieścił go w nowym rodzaju Ulopa; wyznaczenia go gatunkiem typowym tegoż rodzaju dokonał w 1848 roku Émile Blanchard.

## Morfologia
Pluskwiak o ciele długości od 3 do 3,5 mm, ubarwiony szarawobrązowo z białawymi znaczeniami. Głowa jest szersza od przedplecza i ma nabrzmiałe ciemię z parą wcisków po bokach linii środkowej. Czułki osadzone są w głębokich dołkach w pobliżu czoła. Przedplecze ma parę podkowiastych wklęśnięć po bokach. Przez ciemię i przedplecze biegną trzy białawe paski podłużne, jeden środkowy i dwa krawędziowe. Tarczka jest w zarysie trójkątna. Pokrywy są krótkie, owalne i spiczasto zakończone. Ich powierzchnia cechuje się silnie uwypuklonymi żyłkami i grubymi, okrągłymi punktami. Na brązowawym tle mają one dwa szerokie, białawe przepaski poprzeczne, a czasem jeszcze trzecią przy samej nasadzie. Odnóża są bardzo krótkie i pozbawione kolców.

## Ekologia i występowanie

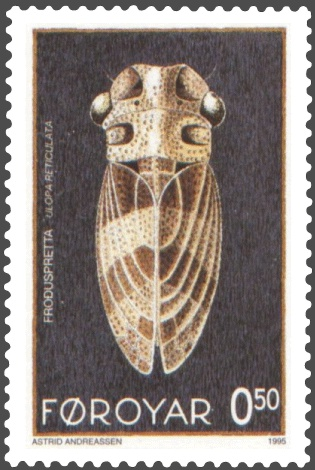
U. reticulata na znaczku pocztowym z Wysp Owczych

Owad ten jest fitofagiem ssącym soki roślin wrzosowatych z rodzajów wrzosiec i wrzos (oligofagizm). Zarówno postacie dorosłe jak i larwalne spotyka się w ciągu całego roku. Są owadami mało ruchliwymi. Nie mają tylnych skrzydeł, ani odnóży skocznych. Przyczepiają się mocno do podstawy rośliny żywicielskiej lub jej korzenia.
Parazytoidem tego pluskwiaka jest Halictophagus silwoodensis z rzędu wachlarzoskrzydłych.
Gatunek palearktyczny. W Europie znany jest z Portugalii, Hiszpanii, Irlandii, Wielkiej Brytanii, Francji, Belgii, Holandii, Niemiec, Szwajcarii, Austrii, Włoch, Danii, Szwecji, Norwegii, Finlandii, Estonii, Łotwy, Litwy, Polski, Czech, Słowacji, Węgier, Ukrainy, Słowenii, Czarnogóry, Serbii oraz europejskiej części Rosji. Poza tym podawany był z Maroka i środkowej części Syberii.